# Lolita No.18
Lolita No. 18 ist eine japanische Mädchen-Punkband, die 1989 von Masayo (Gesang), Ena (Gitarre), Kim-Rin (Bass) und Aya (Schlagzeug) ins Leben gerufen wurde. Beeinflusst von Bands wie Ramones, Toy Dolls und vor allem den Sex Pistols bot die aus Tokio stammende Formation 77er-Britpunk mit leichten Pop- aber auch Hardcore-Einflüssen. Dabei gelang es der Gruppe teilweise, namhafte Produzenten wie Joey Ramone oder Olga (Toy Dolls) einzuspannen.
Im Jahr 2003 verließen Ena und Kim-Rin die Band, um sich neuen Projekten zu widmen. Sie wurden durch Takochi (Bass) sowie dem einzigen männlichen Mitglied Goro (Gitarre) ersetzt, der Röcke trägt.

## Diskografie
- 1995: Karate Teacher
- 1996: Sister Run Naked
- 1997: Hige-Ninja
- 1998: Fubo Love NY
- 1999: Yalitamin
- 1999: Toy Doll
- 2000: Live 1995-1996
- 2000: Fukut Aicho-MCD
- 2000: Toy Doll Tour 2000-Live
- 2001: Angel of the North
- 2001: The Great Rock’n’Roll Festival (Best of Coverversions)
- 2002: Best Of
- 2003: Destroin
- 2004: Lolita Let’s GoGoGo
- 2005: Check the Marten
- 2005: Nuts the Animal
- 2006: Best Best Best Must!!
- 2010: Akirameruka (I Won’t Give Up)
- 2012: Yes, Punk Rock, Call With Me!!!
- 2016: Lolitaaa!!!